# علم أستراليا

علم أستراليا الجمهوري

أختير علم أستراليا لأول مرة عام 1901. المواصفات الحالية للعلم نشرت عام 1934، واعتبر العلم في عام 1954 قانونياً العلم الوطني لأستراليا. العلم لونه أزرق، مع وجود علم المملكة المتحدة في النصف العلوي منه. كما يحتوي على ست نجوم بيضاء اللون. النجمة الكبيرة أسفل علم المملكة المتحدة مسننة بسبع أطراف تمثل ولايات ومناطق أستراليا السبع. النصف الآخر من العلم يرمز إلى كوكبة النعيم حيث يحتوي على أربع نجوم ذات سبع أطراف، ونجمة أصغر حجماً منهم ذات خمس أطراف.